# Bộ Quynh (冂)
Bộ Quynh (冂), nghĩa là đất ở xa ngoài cõi nước, là một trong 23 bộ thủ được cấu tạo từ 2 nét trong tổng số 214 Bộ thủ Khang Hy.
Trong Khang Hi tự điển, có 50 ký tự (trong số 49.030) được tìm thấy dưới bộ thủ này.

## Chữ dùng bộ Quynh (冂)

Kim văn
Tiểu triện

| Số nét | Chữ               |
| ------ | ----------------- |
| 2 nét  | 冂                |
| 4 nét  | 冃 冄 内 円 冇 冈 |
| 5 nét  | 冉 冊 冋 册 囘    |
| 6 nét  | 再 冎             |
| 7 nét  | 冏                |
| 8 nét  | 冐                |
| 9 nét  | 冑 冒             |
| 10 nét | 冓 冔             |
| 11 nét | 冕                |